# Hrabstwo Hampshire (Wirginia Zachodnia)
Hrabstwo Hampshire (ang. Hampshire County) – hrabstwo w stanie Wirginia Zachodnia w Stanach Zjednoczonych. Obszar całkowity hrabstwa obejmuje powierzchnię 644,62 mil² (1669,56 km²). Według szacunków United States Census Bureau w roku 2010 miało 23 964 mieszkańców.
Hrabstwo powstało w 1754 roku. 

## Miasta
- Capon Bridge
- Romney[4]

## CDP
- Green Spring
- Springfield[4]

| Populacja hrabstwa w poprzednich latach | Populacja hrabstwa w poprzednich latach |
| Rok                                     | Liczba ludności                         |
| --------------------------------------- | --------------------------------------- |
| 1980                                    | 14 864                                  |
| 1990                                    | 16 498                                  |
| 2000                                    | 20 203                                  |
| 2010                                    | 23 964                                  |